# Голубинская улица
Голу́бинская улица (до 11 октября 1978 года — Проектируемые проезды № 5315, 5405, 5419, 5420) — улица в районе Ясенево Юго-западного административного округа города Москвы. Проходит от Новоясеневского проспекта до улицы Инессы Арманд. К улице примыкают с нечётной (северной) стороны Вильнюсская улица, Тарусская улица, Ясногорская улица, улица Паустовского; с чётной стороны Вильнюсская улица, проезд Одоевского, проезд Карамзина, улица Инессы Арманд. Длина улицы — 3,5 км. Первоначально (согласно Решению Исполнительного комитета Московского городского Совета народных депутатов от 11 октября 1978 года № 3212) планировалась на участке проектируемый проезд № 5297 (Новоясеневский проспект) — проектируемый проезд № 5421 (Соловьиный проезд), от постройки которого отказались.

## Происхождение названия

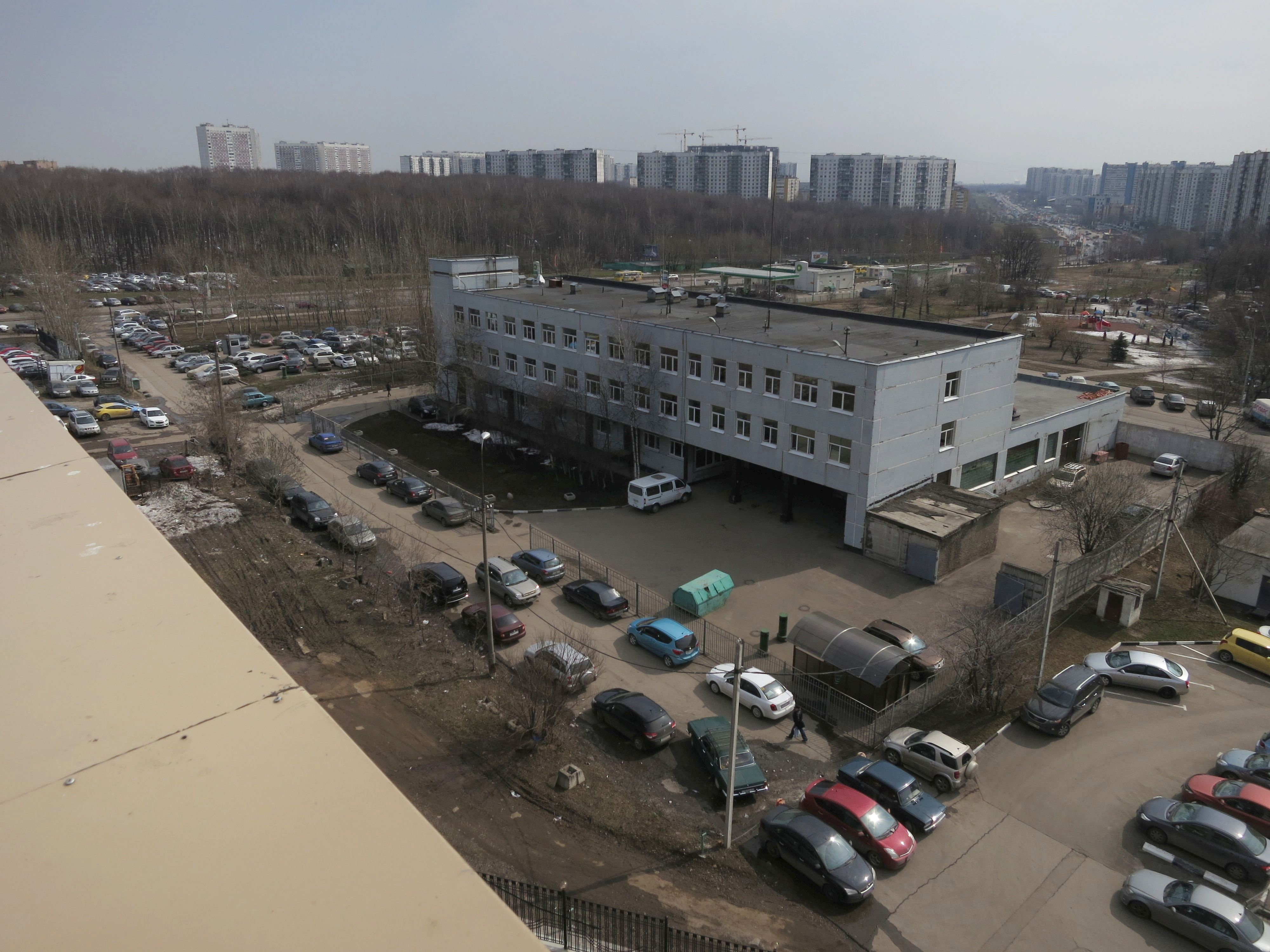

Названа в 1978 году по деревне Голу́бино, располагавшейся на месте современной улицы. Деревня, известная с 1619 года, была в 1653 году разделена владельцем, Т. И. Измайловым, на две — Большое Голубино и Малое Голубино, разделённые рекой Битцей. Топоним Малое Голубино сохранился в названии автобусной остановки на МКАД.
С историческим Голубиным также связан Голу́бинский овраг (Усков овраг, Дубинкинская речка) — правый приток реки Чертановки, начинающийся в Ясеневе у Соловьиного проезда и протекающий через весь Битцевский парк.

## Примечательные здания и сооружения
- дом 16 — самый большой в Москве аквапарк Мореон.

## Транспорт

### Метро
Голубинская улица находится недалеко от станций метро «Тёплый Стан» (922 метра), «Ясенево» (875 метров), «Новоясеневская» (877 метров) и «Битцевский парк» (906 метров).

### Автобусы
- 281 — от Новоясеневского проспекта до улицы Инессы Арманд
- 264 — от Новоясеневского проспекта до Вильнюсской улицы
- 647 от Новоясеневского проспекта до проезда Одоевского
- т72 — от Вильнюсской улицы до проезда Карамзина
- т85, 262, 642 — от Тарусской/Ясногорской улиц до проезда Карамзина
- 769 — от улицы Паустовского до улицы Инессы Арманд, обратно от улицы Инессы Арманд до Ясногорской улицы
- 912, c14, н16 — от улицы Паустовского до улицы Инессы Арманд